# Alain, I'm Sorry
Alain, I'm Sorry je debitantski studijski album slovenske alternativne rock skupine Nikki Louder, izdan 19. novembra 2009 pri [[|Založba Radia Študent|Založbi Radia Študent]] in Cheap Tunes Records. Izšel je v obliki vinilne plošče in CD-ja v 500 izvodih. Naslov albuma se nanaša na zmago dirke Formule 1 leta 1984, ko je Niki Lauda (po katerem se skupina imenuje) za pičlo polovico točke premagal Alaina Prosta in s tem postal prvak.

## Kritični odziv

### Priznanja
| objava        | uvrstitev | seznam                      |
| ------------- | --------- | --------------------------- |
| Radio Študent | 2.        | Naj domača tolpa bumov 2009 |

## Seznam pesmi
Vse pesmi je napisala skupina Nikki Louder.
1. »Bond Addict« – 3:53
2. »This Town in a Wolf« – 4:23
3. »A Minnow in the Web« – 3:07
4. »Honey, I'm OK« – 3:25
5. »The Air Around« – 3:15
6. »No Disko (For You, Silly Dancers)« – 3:30
7. »Mirrors, Mirrors« – 2:45
8. »Sweet Are the Girls in Beijing« – 3:46
9. »Charity, People!« – 6:51
10. »She Rides the Cows« – 3:57
11. »Mermaids« – 7:10

## Zasedba

### Nikki Louder
- Blaž Sever — vokal, kitara
- Peter Cerar — bas kitara, sintesajzer
- Luka Cerar — bobni

### Ostali
- Andrej Venta – oblikovanje naslovnice
- Jordan Drysdale – fotografiranje
- Primož Vozelj – snemanje, miksanje